# Universitat de Patres
La Universitat de Patres (en grec: Πανεπιστήμιο Πατρών, Panepistimio Patron) va ser fundada el 1964 i està situada a Grècia, a 7 km al nord-est del centre de Patres, 3 km al sud del Pont Rio-Antírrio, 206 km a l'oest d'Atenes, 106 km al nord-est de Pirgos i 2 km a l'est de Rio. És la tercera universitat més gran de Grècia i ocupa una àrea de 2,4 km². La Universitat de Patres té reputació internacional per la seva qualitat i la seva investigació innovadora. Participa activament en multitud de projectes de recerca, organitzacions científiques i grups investigadors. Molts dels seus departaments, laboratoris i clíniques han estat distingits com a Centres d'Excel·lència.
La universitat compta amb: 
- Àrees acadèmiques (zona nord-oest)
- Escoles politècniques (zona central)
- Escola de Ciències Econòmiques (zona centre-sud)
- Escola de Medicina
- Escola de Ciències (zona centre, oest i part del sud)
- Oficina Universitària (zona sud i oest)
- Facultat de Filologia i Filosofia.

En total la universitat integra 5 Facultats i 22 departaments. També hi ha societats de dansa i teatre. Fins a setembre de 2002 era l'única universitat del Peloponès i Grècia occidental a excepció de la universitat de l'Epir.